# Shōgayaki
Buta no shogayaki (豚の生姜焼き, porc shogayaki) est un plat de la cuisine japonaise. Shoga (生姜) signifie gingembre et yaki (焼き) signifie grillé. Le mot « porc » (豚, buta) est souvent omis, car la viande utilisée est presque toujours du porc ; shogayaki réfère donc par extension au porc shogayaki.
C'est le second plat de porc le plus populaire après le tonkatsu. Le plat peut être plus rarement préparé avec du bœuf.
Shogayaki est souvent inclus dans les bentō car il peut être mangé froid. Néanmoins, il est plus communément mangé chaud sur du riz avec du chou coupé finement.